# Весна Марковић
Весна Марковић (Београд, 1950) српска је сликарка и магистар ликовних уметности.

## Биографија
Дипломирала и магистрирала је на Факултету ликовних уметности, у класи професора Стојана Ћелића.
Статус слободног уметника стекла 1978. године. Од 1980. године је члан УЛУС-а.
Живи и ради у Београду у статусу истакнутог уметника.

## Галерија
- Изгубљен сан, уље на платну, 130x110cm
- из циклуса Дарови предака, акрилик на картону, 100x70cm
- из циклуса Дарови предака, акрилик на картону, 100x70cm

## Рад у УЛУС-у и другим уметничким асоцијацијама
- Члан Управног одбора од 1997-2000. и 2007 – 2009.
- Председник синдиката самосталних уметника УЛУС-а од 2002. – 2006.
- Два пута члан УЛУС-овог жирија за доделу награде Јесењег салона
- Члан Савета Галерије Историјског Архива у Панчеву и 6 пута члан жирија за доделу награда на међународној изложби бијенале EXLIBRIS и међународној изложби БИЈЕНАЛЕ ЦРТЕЖА одржаних у Галерији Историјског Архива у Панчеву.
- Организатор концепта колоније РТАЊ на Копаонику.

## Самосталне изложбе
- 1986.	Београд, Галерија Факултета ликовних уметности
- 1987.	Пирот, Галерија Музеја Понишавља
- 1988.	Прокупље, Галерија Народног музеја Топлице
- 1989.	Београд, Галерија Коларчевог Народног Универзитета
- 1993.	Београд, Галерија Стара капетанија Земун
- 1993.	Нови Сад, Галерија ЛВЛ
- 1993.	Београд, Културни центар Београда - Галерија палета
- 1993.	Панчево, Галерија Клуб Александар
- 1994.Сремски Карловци, Палата Стефанеум
- 1994. Београд, УЛУПУДС – Галерија Клуб
- 1994.	Београд, Галерија НУБС
- 1994. Београд, Галерија Енергопројект
- 1994. Златибор, Галерија Чигота
- 1997.	Београд, Галерија УЛУС
- 1997.	Београд, Галерија INEP Земун
- 1997.	Београд, Галерија Сопоћанска виђења
- 1997.	Рашка,	Галерија Културног центра
- 1997.	Београд, АРТ-МЕДИЕ-ИНКОМ-БАНКА
- 1999.	Београд, Међународни ПРЕС ЦЕНТАР
- 2000.	Београд, Галерија Стара капетанија Земун
- 2001.	Београд, Кафе галерија Форма
- 2002.	Крагујевац, Модерна галерија Народног музеја
- 2002.	Београд, Кафе галерија Момент
- 2002.	Београд,Међународни сајам АРТ-ЕКСПО
- 2002.	Београд, Галерија Прогрес
- 2006.	Лазаревац, Модерна галерија
- 2008. , Myanmar - Галерија модерне уметности
- 2010.	Београд, Галерија Феникс
- 2010.	Врњачка Бања, Замак културе
- 2011. Београд, Галерија Стара капетанија Земун
- 2014. Београд, Галерија Кућа Ђуре Јакшића
- 2014. Нови Сад, Галерија Културног центра
- 2015. Београд, Галерија Кафић – СОНЕТО - Гардош

Групно излагала на преко 300 важнијих ликовних манифестација у земљи и у иностранству.

## Ауторске изложбе (са Зораном Чалијом и Станком Тодоровић)
- 2006. установљена акција ЗВОНА МЕТОХИЈЕ, аукцијске изложбе са циљем прикупљања материјалне али и моралне помоћи за пострадале манастире на Косову и Метохији.
- 2006. Београд	Павиљон Цвијета Зузорић, ЗВОНА МЕТОХИЈЕ, Аукцијска изложба за обнову Манастира св. Врачи, Зочиште
- 2006.	Београд	Галерија Дома Војске Србије, ЗВОНА МЕТОХИЈЕ, Аукцијска изложба за обнову манастира св. Архангела, Призрен
- 2007.	Београд	Павиљон Цвијета Зузорић, ЗВОНА МЕТОХИЈЕ, Аукцијска изложба за обнову Манастира Девич
- 2008.	Чачак, Галерија Надежда Петровић, ЗВОНА МЕТОХИЈЕ, Аукцијска изложба за обнову Манастира св. Архангела, Призрен
- 2008.	Лазаревац, Модерна галерија, ЗВОНА МЕТОХИЈЕ, Аукцијска изложба за обнову Манастира Девич
- 2008.	Београд, Павиљон Цвијета Зузорић, ЗВОНА МЕТОХИЈЕ, Аукцијска изложба посвећена Великој Хочи
- 2009.	Београд, Павиљон Цвијета Зузорић, ЗВОНА МЕТОХИЈЕ, Аукцијска изложба посвећена Великој Хочи[3]
- 2010.	Београд, Галерија Руског дома, ЗВОНА МЕТОХИЈЕ,
- 2010.	Трст, Дом црквене општине Трст, ЗВОНА МЕТОХИЈЕ
- 2011.	Београд, Галерија РТС - РТС и ЗВОНА МЕТОХИЈЕ за помоћ народу Јапана

## Хуманитарна делатност и донаторства
Учесник на многобројним акцијама хуманитарног карактера и увек својим сликама донаторски подржавала ширење идеје о друштвеној потреби хуманизма и солидарности и као ликовни стваралац у култури свога народа имала одговорност да допринесе заједници.
Најважније донације :
- Акција у Павиљону Цвијета Зузорић – СЛИКАРИ ДАРОДАВЦИ ЗА ЗАЈАМ ЗА СРБИЈУ, Слика УНУТРАШЊИ РИТАМ – уље на платну 70 х 100 cm
- Народна библиотека Србије – СЛИКАРИ ДАРОДАВЦИ – слика ЗАВИЧАЈ Уље на платну 50 х 70 cm
- Акција у Галерији Прогрес – СВЕ ЗА ВОЈСКУ – слика  ИМАГИНАЦИЈЕ Уље на платну 50 х 60 cm
- Акција СО Вождовац - за кућу СТЕПЕ СТЕПАНОВИЋА –Слика  ИНИЦИЈАЦИЈА уље на платну  50 х 60 cm
- Акција СО Врачар - за децу жртве рата 1994. – пастел ПЕЈЗАЖ 50 х 70 cm

Акција СО Врачар -  за децу жртве рата 1995. -  уље на платну ХРАМ СВ.САВЕ  60х 80 cm
- Акција  РТС за АВАЛСКИ ТОРАЊ – Слика ХРАМ СВ. САВЕ  уље на платну 80 х 100 cm
- Акција Ђурђеви ступови – обнова - Слика ХРАМ СВ.САВЕ уље на платну 50 х 60 cm
- NURDOR – Удружење родитеља деце оболеле од карцинома – осликавање ускршњих јаја – Аукције две године одржане у Скупштини града Београда

## Слике у званичним колекцијама
- Пирот - Музеј Понишавља
- Прокупље - Музеј Топлице
- Нови Сад - Музеј модерне уметности (цртеж са првог и другог Бијенала цртежа у Панчеву)
- Нови Сад - Фонд слика НИС-Нафтагас
- Нови Сад - Фонд слика ДДОР
- Нови Сад - Фонд слика Војвођанска банка
- Београд - Фонд слика Београдски сајам
- Београд - Фонд слика РТВ Београд
- Крагујевац - Збирка Народног музеја
- Крагујевац - Студентски дом културе
- Панчево - Фонд слика Културно просветне заједнице
- Панчево - Галерија Историјског архива
- Чачак - Откуп Републичког министарства за културу
- Лазаревац - Модерна галерија
- Београд - Фонд слика фабрике Галеника, Земун
- Београд - Фонд КЛИРИТ АРТ
- Београд - Фонд слика СО Вождовац
- Београд - Фонд слика  –
- Београд - Фонд слика
- Београд - Фонд слика INEP Земун
- Београд - Фонд слика
- Београд - Фонд слика Југословенска књига
- Београд - Фонд слика
- Будимпешта - Фонд Српске гимназије у Будимпешти
- Нови Пазар - Дом културе „Ослобођење”
- Нови Пазар - Галерија „Сопоћанска виђења”
- Гаџин Хан - Дом културе „Бранко Миљковић”
- Бања Лука - Уметничка галерија Републике Српске
- Тутин - Дом културе
- Шид - Дом културе
- Рума - Завичајни музеј
- Краљево - Фонд слика Магнохром

## Остале уметничке активности
Од 1997. до 2000.г. била ангажована у Малом позоришту „Душко Радовић” у својству спољног сарадника за послове асистента костимографа за представе :
- Бајка о цару и славују
- Звездани дечак
- Велика крађа слова

## Награде и признања
- 1989.	Откуп Министарства за културу са изложбе у Коларцу
- 1993.	34. октобарски салон Београда – откупна награда
- 1994.	XVI - Изложба цртежа Београд -  II награда
- 1995.	23. Земунски салон - откупна награда
- 1996.	Завичајни музејРума – награда Миливој Николајевић
- 1998. 25. Земунски салон - откупна награда
- 1998. Октобарски салон Ковина - награда за сликарство
- 2002.	ART EXPO – Диплома – Удружење економских пропагандиста Србије
- 2007. Архијерејска захвалница Српске православне цркве за ауторску изложбу ЗВОНА МЕТОХИЈЕ
- 2011.	ОПОВО –I награда  -Међународни дан акварела- Галерија Јован Поповић